# Johann Agricola (Alchemist)

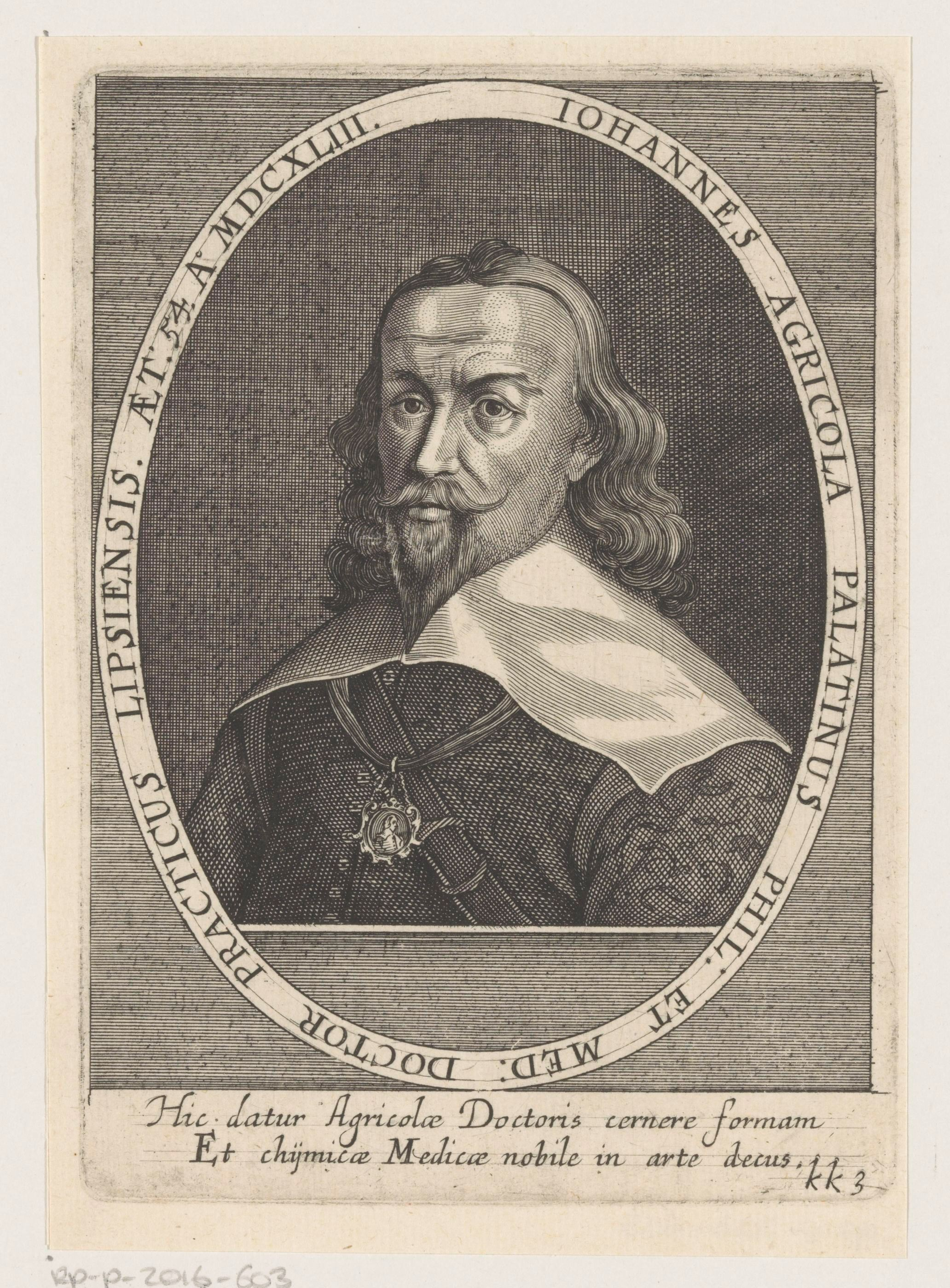
Johann Agricola (1643)

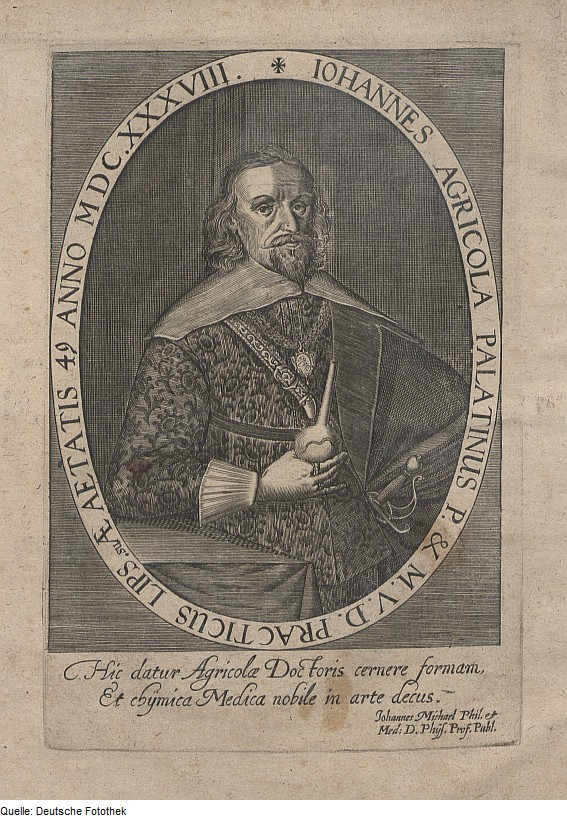
Johann Agricola (1638)

Johann(es) Agricola (* 21. März 1590 in Neunburg vorm Wald; † 1. April 1668 in Breslau) war ein deutscher Arzt, Alchemist und Salinenfachmann.

## Leben
Agricola, über dessen Herkunft noch keine abschließende Sicherheit besteht, wurde in Neunburg vorm Wald in der Oberpfalz geboren und verbrachte einen guten Teil seiner Jugend als fahrender Schüler in Polen und Litauen, er scheint jedoch etwa 1606 Schüler des renommierten Quedlinburger Gymnasiums unter Philipp Leopoldi gewesen zu sein. 1607 immatrikulierte er sich an der Universität Königsberg. Aus den Jahren 1611 bis 1614 berichtet er selbst, überwiegend in Österreich (mit Zentrum in Gmunden im Salzkammergut) praktiziert zu haben, unter anderem als Assistent des kaiserlichen Hofarztes Matthäus Judex. Längere Reisen führten ihn nach Oberungarn, in die Schweiz, Kroatien, Italien und schließlich von Venedig aus über Griechenland, Rhodos und Syrien bis nach Alexandria in Ägypten. Weitere Reisen in Frankreich, England und Schottland, die er in seinen Fallgeschichten erwähnt, lassen sich zeitlich noch nicht genau einordnen.
1615 wurde Agricola in Basel zum Doktor der Medizin promoviert und ließ sich anschließend in Frankenhausen (1615) und Altenburg in Thüringen (1616) jeweils als Stadtarzt nieder. 1622 wurde er als Oberaufseher der sächsisch-altenburgischen Saline in Sulza/Ilm berufen, wo er, gestützt auf Beobachtungen im damals technisch führenden Salzkammergut, technische Verbesserungen einführte, vor allem die Gradierung der Sole. Durch Gewinnanteile erwarb er sich ein großes Vermögen, das er 1627 in mehrere Bauerngüter in Müncheroda und Weischütz an der Unstrut anlegte. 1631 durch den Einbruch des Dreißigjährigen Krieges von seinen Gütern vertrieben, floh Agricola zunächst an die Universität Jena, bevor er 1632 das Bürgerrecht in Naumburg an der Saale erwarb. Hier praktizierte er wieder als Arzt, bis ihn 1638 das Kriegswesen auch von dort vertrieb. Agricola fand daraufhin Schutz bei der Universität Leipzig, wo sein Hauptwerk, die umfangreiche Chymische Medicin erschien.
Um 1642 kam es zu einem Disput zwischen dem Apotheker Georg Detharding und dem Stettiner Johann Hintze, der ein nach einer Vorschrift Agricolas hergestelltes Aurum Potabile vertrieb. Detharding war der Ansicht, dass dieses Verfahren wie auch andere in von Agricola beschriebene Prozesse nicht realisierbar seien. Der Streit wurde von beiden Seiten in mehreren Traktaten geführt und endete erst mit Dethardings Tod. Auf Agricolas Seite stellte sich dessen langjähriger Freund August Hauptmann.
1645 folgte Agricola einem Ruf nach Breslau, wo er bis zu seinem Tod das Amt eines Stadtphysikus bekleidete. In Schlesien erstellte er Gutachten über die mögliche Ausbeute von Golderzen.
Im Anschluss an einen fehlerhaften Eintrag in Jöchers Gelehrten-Lexicon werden als biographische Eckdaten Agricolas meist irrtümlich die Jahre 1589–1643 angegeben.

## Werke (Auswahl)
- Kurtzer Bericht von [...] der Rothen Ruhr, Erfurt 1616
- Institutiones Chirurgicae. Oder Newe Feldscherer Kunst, Frankfurt 1634, Danzig 1636, Leipzig 1638, Frankfurt 1643, Leipzig 1659, Dresden 1701 und 1716; niederländisch: Amsterdam 1663
- Chymische Medicin: ein Kompendium der Bereitung und Anwendung alchemistischer Heilmittel (Originaltitel: Commentariorum, notarum, observationum & animadversionum in Johannis Poppii Chymische Medicin), Nach der Erstausgabe Leipzig, Schürer und Götze, 1638/39 herausgegeben, eingeleitet und mit einer biographischen Skizze versehen von Oliver Humberg, Elberfeld 2000, ISBN 3-9802788-5-9.
  - Leipzig 1638/39: Digitalisat; Digitalisat in der Google-Buchsuche.
  - Nürnberg 1686 urn:nbn:de:hbz:061:2-28092
- Chirurgia parva, Nürnberg 1643, 1646, 1674